# Stéphanie Possamaïová
Stéphanie Possamaï, (30. července 1980 Bordeaux, Francie) je bývalá reprezentantka Francie v judu. Je majitelkou bronzové olympijské medaile.

## Sportovní kariéra
Celou svojí kariéru byla ve stínu Céline Lebrunové. Příležitost dostala až ve chvíli kdy si Lebrunová na začátku roku 2007 prolomila koleno. Na jaře z toho byl titul mistryně Evropy a na podzim zajistila pro svou vlast účastnické místo pro olympijské hry v Pekingu v roce 2008. Účast na hrách neměla jistou, protože Lebrunová se koncem roku 2007 vrátila na tatami, ale nakonec se jí nominační komisi podařilo přesvědčit. Na olympijský turnaj se připravila velmi dobře, scházelo se jí pouze více štěstí ve čtvrtfinále proti Kubánce Castillové. V opravách uspěla a získala bronzovou olympijskou medaili.
Po olympijských hrách v Pekingu její místo zaujala opět Lebrunová. V roce 2010 to zkoušela v těžké váze, ale neprosadila se. Sportovní kariéru ukončila v roce 2013.

## Výsledky

### Váhové kategorie
| Turnaj             | 2004           | 2005           | 2006           | 2007           | 2008           | 2009           | 2010           |
| Turnaj             | 24             | 25             | 26             | 27             | 28             | 29             | 30             |
| Turnaj             | polotěžká váha | polotěžká váha | polotěžká váha | polotěžká váha | polotěžká váha | polotěžká váha | polotěžká váha |
| ------------------ | -------------- | -------------- | -------------- | -------------- | -------------- | -------------- | -------------- |
| Olympijské hry     | —              |                |                |                | 3.             |                |                |
| Mistrovství světa  |                | —              |                | 3.             |                | —              | úč.            |
| Mistrovství Evropy | úč.            | —              | —              | 1.             | 7.             | —              | —              |

### Bez rozdílu vah
| Turnaj            | 2004 | 2005 | 2006 | 2007 | 2008 | 2009 | 2010 |
| Turnaj            | 24   | 25   | 26   | 27   | 28   | 29   | 30   |
| ----------------- | ---- | ---- | ---- | ---- | ---- | ---- | ---- |
| Mistrovství světa |      | —    |      | —    | —    |      | úč.  |